# Hoét đen
Chim Hoét đen hay Chim Hét đen (danh pháp khoa học: Turdus merula) là một loài thuộc họ Hét. Nó cũng được gọi là Chim hoét Âu-Á (đặc biệt tại Bắc Mỹ để phân biệt với loài Chim hét Tân thế giới không liên quan), hay đơn giản hơn là Chim hoét. Vùng phân bố gốc của nó là châu Âu, châu Á và Bắc Phi; nhờ hoạt động của con người, chim hét còn mở rộng vùng phân bố sang Úc và Tân Tây-lan. Loài này có một số phân loài trên phạm vi phân bố rộng lớn của nó; một vài trong số các phân loài châu Á đôi khi được coi là loài đầy đủ. Tùy thuộc vào vĩ độ, loài chim này phổ biến có thể là loài định cư, di trú một phần, hoặc di cư hoàn toàn.
Chim trống của loài chỉ định, được tìm thấy trong phần lớn châu Âu, có bộ lông toàn màu đen trừ vòng xuyến mắt và mỏ màu vàng có giọng hót giàu âm điệu; chim mái trưởng thành và chim chưa trưởng thành có bộ lông chủ yếu màu nâu tối. Loài chim này sinh sản trong rừng và các khu vườn, chúng xây tổ hình chiếc tách, lót bằng bùn gọn gàng. Nó là loài ăn tạp, ăn một loạt các loài côn trùng, giun đất, quả mọng, trái cây.
Cả chim trống và chim mái đều chiếm lãnh địa riêng ở nơi sinh sản, và có biểu hiện đe dọa rõ ràng với kẻ xâm phạm, nhưng chúng là loài thích giao du nhiều hơn trong quá trình di cư và tại các khu vực trú đông. Các cặp chim ở trong lãnh thổ của chúng quanh năm ở nơi có khí hậu ôn hòa đầy đủ. Loài chim phổ biến và dễ thấy này đã làm làm gia tăng một số tài liệu tham khảo văn học và văn hóa, thường xuyên liên quan đến tiếng hót của chúng.

## Hình ảnh

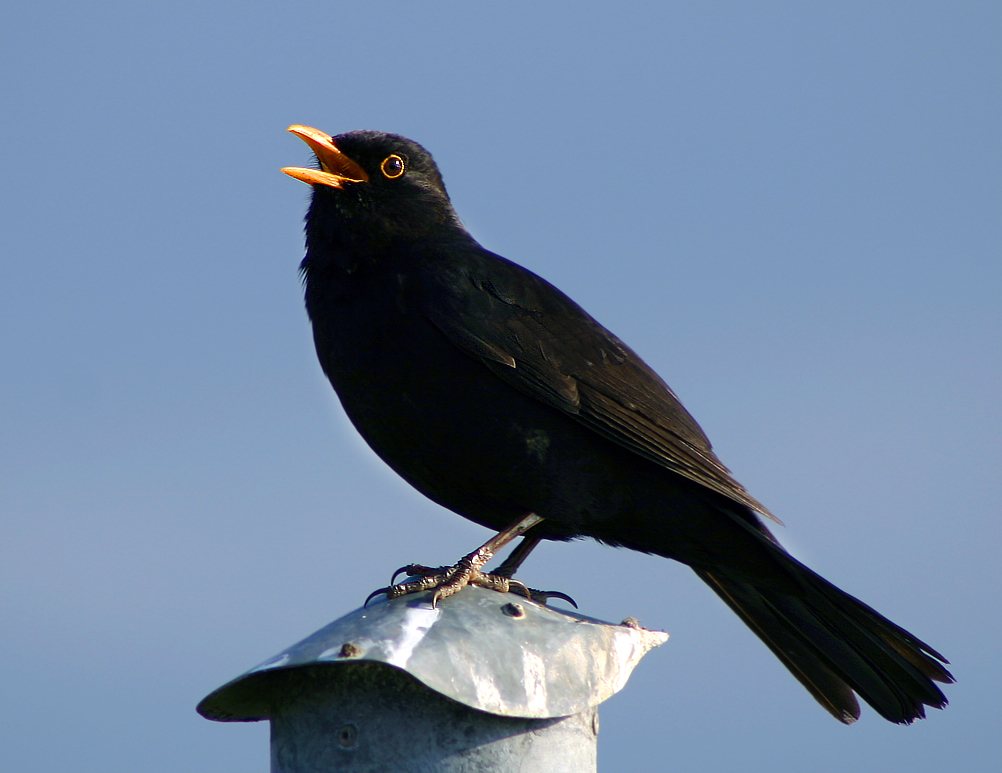
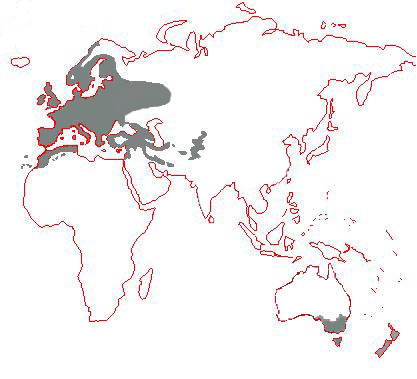
Phạm vi phân bố tương đối được thể hiện bằng màu đỏ
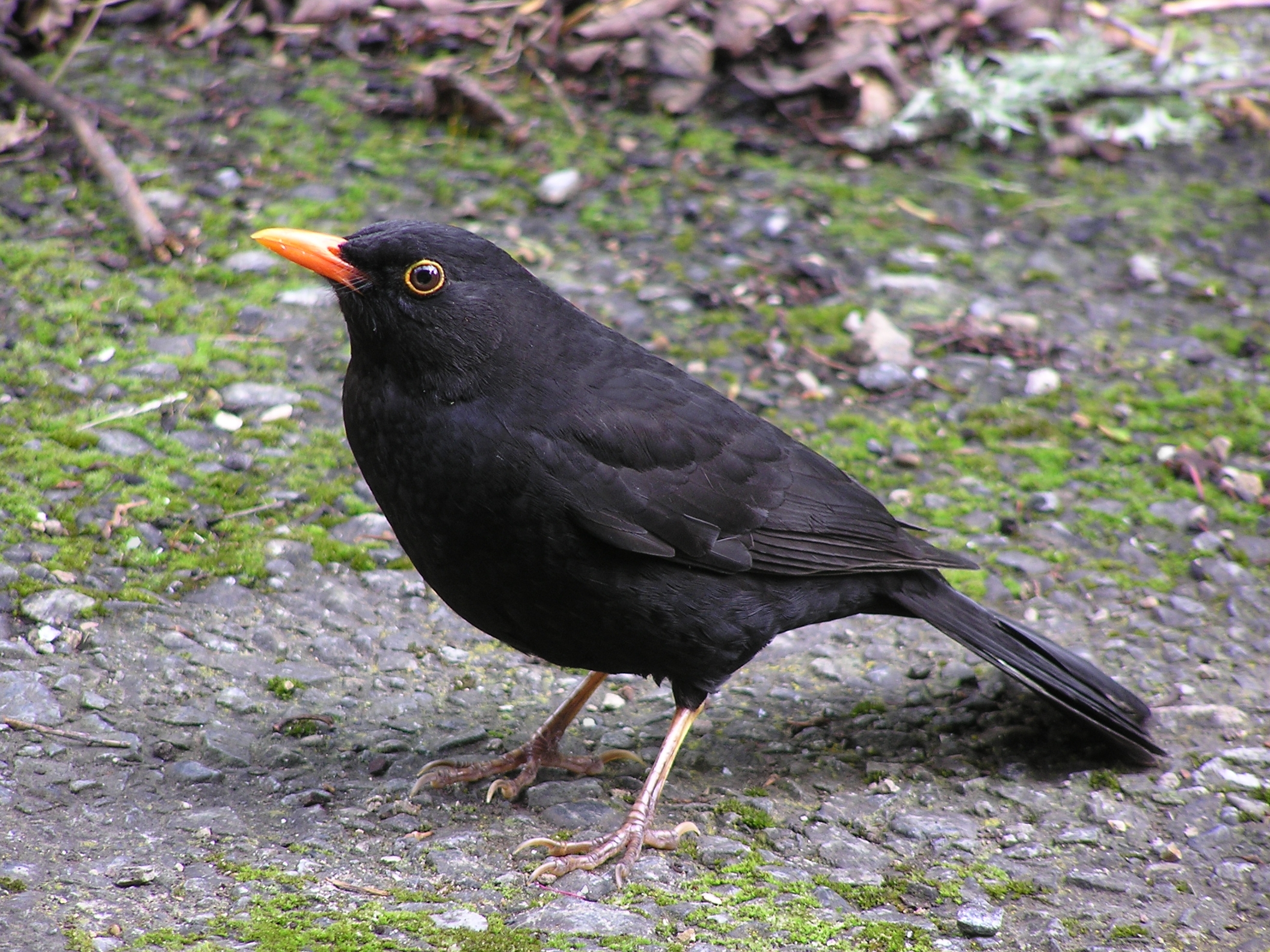
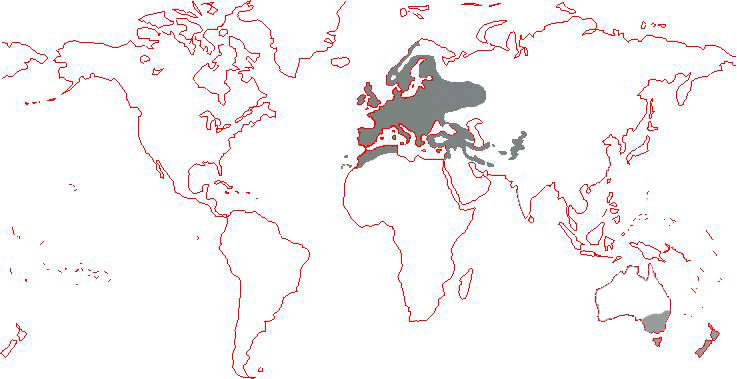
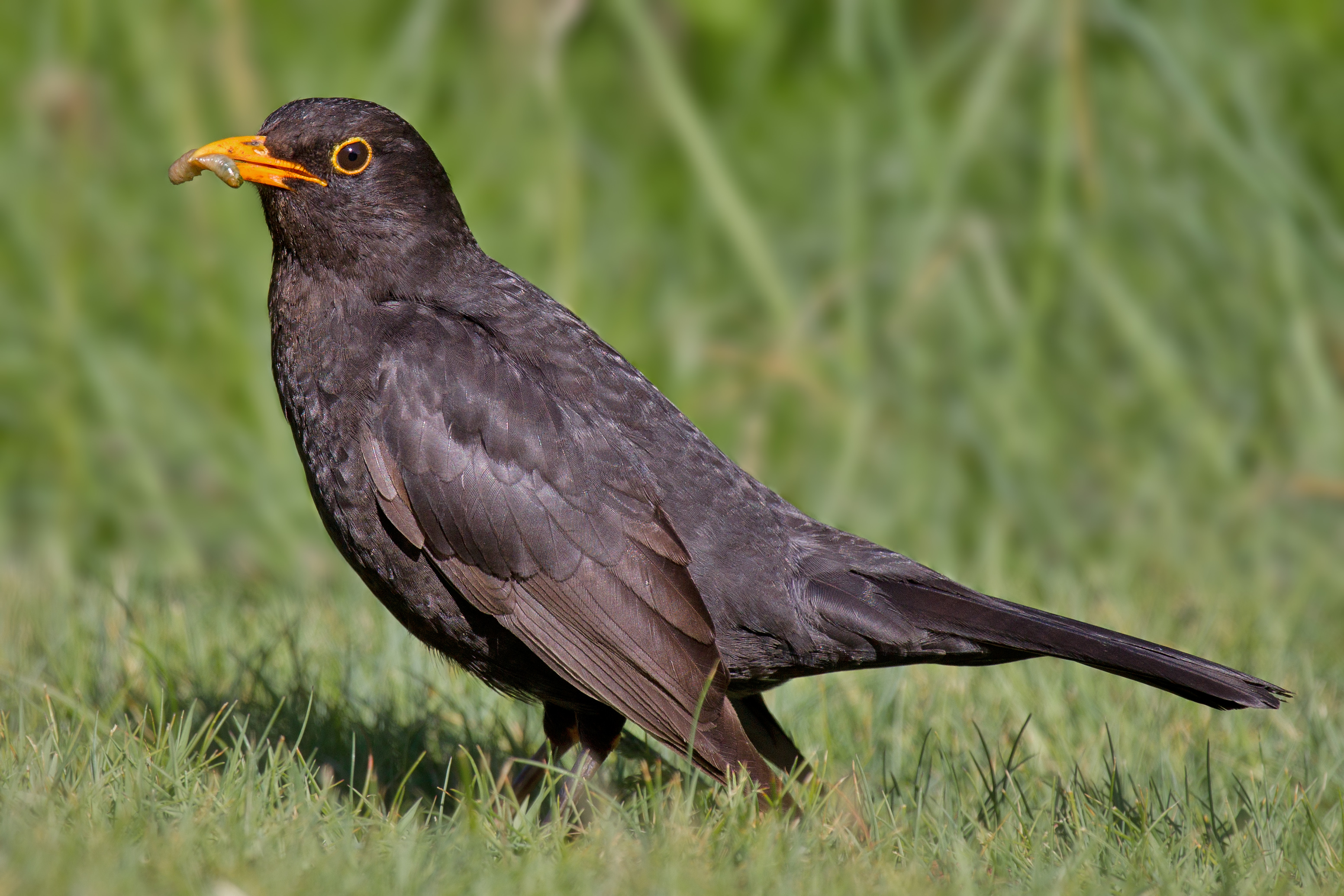
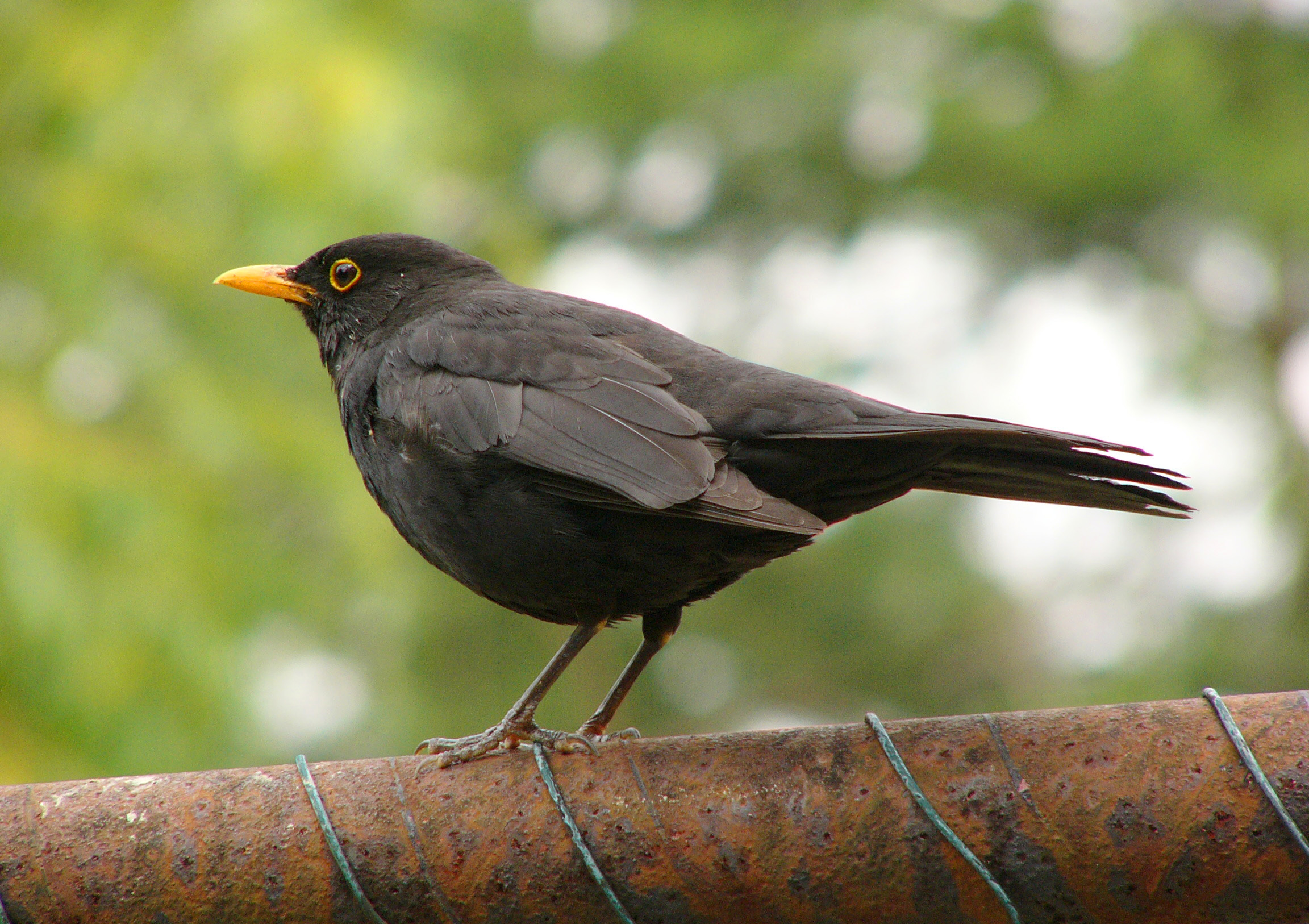
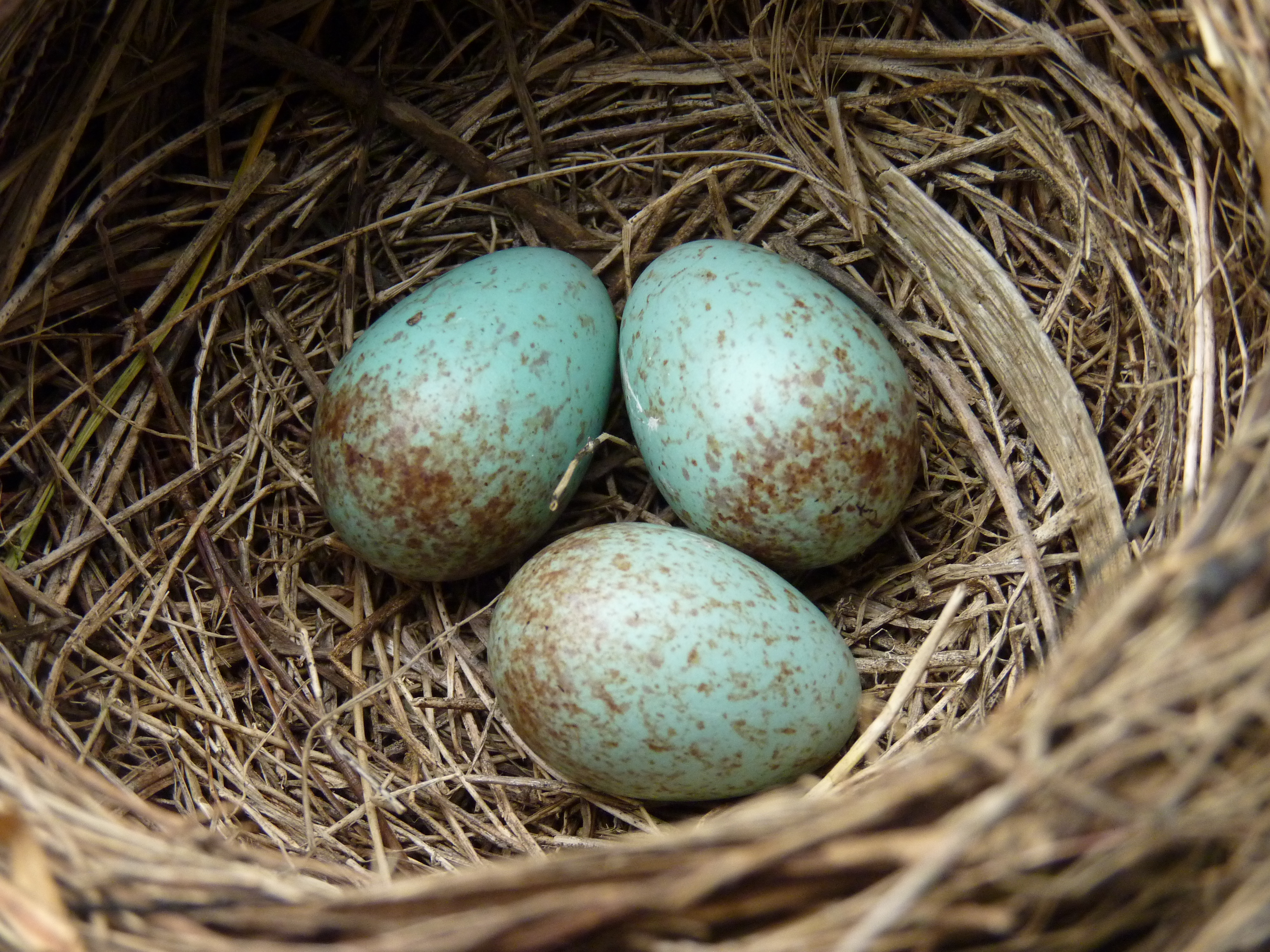
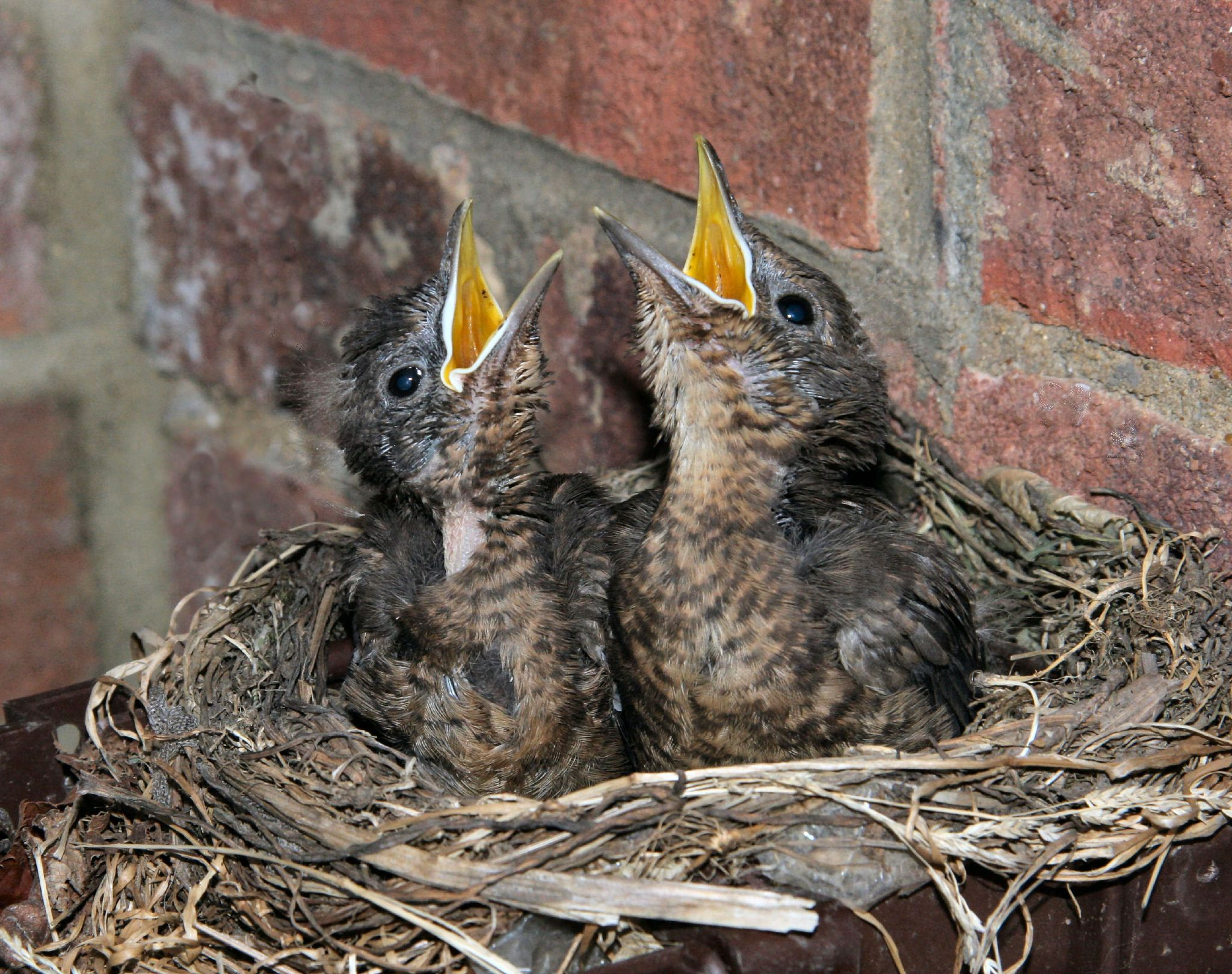

### Thông tin loài
- "BBC Science & Nature - Blackbird, with song clip". Bản gốc lưu trữ ngày 31 tháng 7 năm 2009. Truy cập ngày 26 tháng 12 năm 2007.
- "Birds of Britain - Blackbird". Bản gốc lưu trữ ngày 20 tháng 12 năm 2007. Truy cập ngày 27 tháng 12 năm 2007.
- "Madeira Birds - Information on subspecies cabrerae". Truy cập ngày 27 tháng 12 năm 2007.
- "RSPB - Blackbird, bao gồm video and sound clips". Truy cập ngày 27 tháng 12 năm 2007.
- Ageing and sexing (PDF) by Javier Blasco-Zumeta Lưu trữ ngày 12 tháng 11 năm 2013 tại Wayback Machine

### Âm thanh và video
- Blackbird videos, photos & sounds on the Internet Bird Collection. Truy cập 2007-12-27
- Other Blackbird songs on Sonatura Lưu trữ ngày 22 tháng 6 năm 2017 tại Wayback Machine
- Video of bird eating mealworms

### Hình ảnh
- "ARKive - Blackbird still images". Bản gốc lưu trữ ngày 13 tháng 11 năm 2007. Truy cập ngày 27 tháng 12 năm 2007.